# Planchonella australis
Planchonella australis (R.Br.) Pierre – gatunek rośliny z rodziny sączyńcowatych (Sapotaceae Juss.). Występuje naturalnie na wybrzeżach stanów Queensland oraz Nowa Południowa Walia. 

## Morfologia
PokrójDrzewo dorastające do 5–30 m wysokości. Kora jest szorstka.
LiścieSą grube, zaokrąglone, gęsto owłosione. Mierzą 8–12 cm długości.
OwoceMają jajowaty kształt i barwę od ciemnopurpurowej do czarnej. Osiągają 2–4 cm długości. Zawierają od jednego do pięciu nasion.

## Biologia i ekologia
Rośnie na skrajach lasów. Kwitnie wiosną.